# Laval-Pradel
Laval-Pradel – miejscowość i gmina we Francji, w regionie Oksytania, w departamencie Gard.
Według danych na rok 1990 gminę zamieszkiwało 1026 osób, a gęstość zaludnienia wynosiła 58 osób/km² (wśród 1545 gmin Langwedocji-Roussillon Laval-Pradel plasuje się na 331. miejscu pod względem liczby ludności, natomiast pod względem powierzchni na miejscu 441.).